# Monte Avaro
Il monte Avaro è una montagna delle Alpi Orobie alta 2088 m. Si trova in alta Valle Brembana in provincia di Bergamo, e la sua mole arrotondata si affaccia sugli omonimi Piani dell'Avaro. 
Secondo un'antica leggenda il monte Avaro deve il suo nome all'avarizia della persona che, anticamente, lo possedeva.

## Accessi
Il monte Avaro si può raggiungere con una breve e facile passeggiata di poco più di 300 m di dislivello partendo dai sottostanti Piani dell'Avaro, dove si prende a nord e, in prossimità della costruzione in cemento contenente una presa dell'acqua, si imbuca il sentiero che sale a sinistra. Si può salire per la valle seguendo il sentiero più facile e con meno pendenza e percorrere il lato est del monte fino a raggiungere il sentiero che, in direzione ovest, porta fino in cima. In alternativa si può proseguire su per il versante del monte esposto a sud seguendo un itinerario con maggior pendenza ma più breve.

## Galleria d'immagini

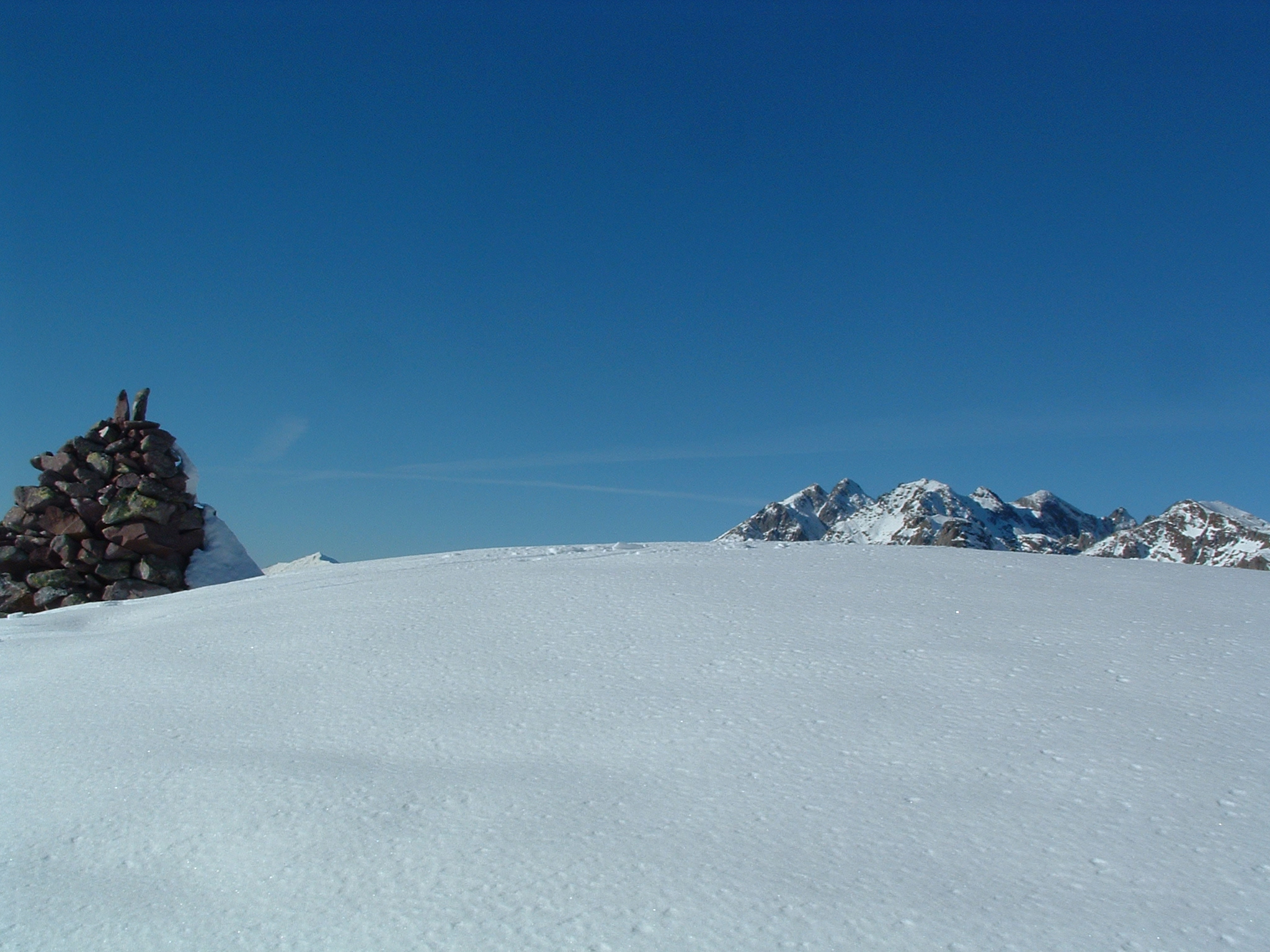
La cima del monte Avaro
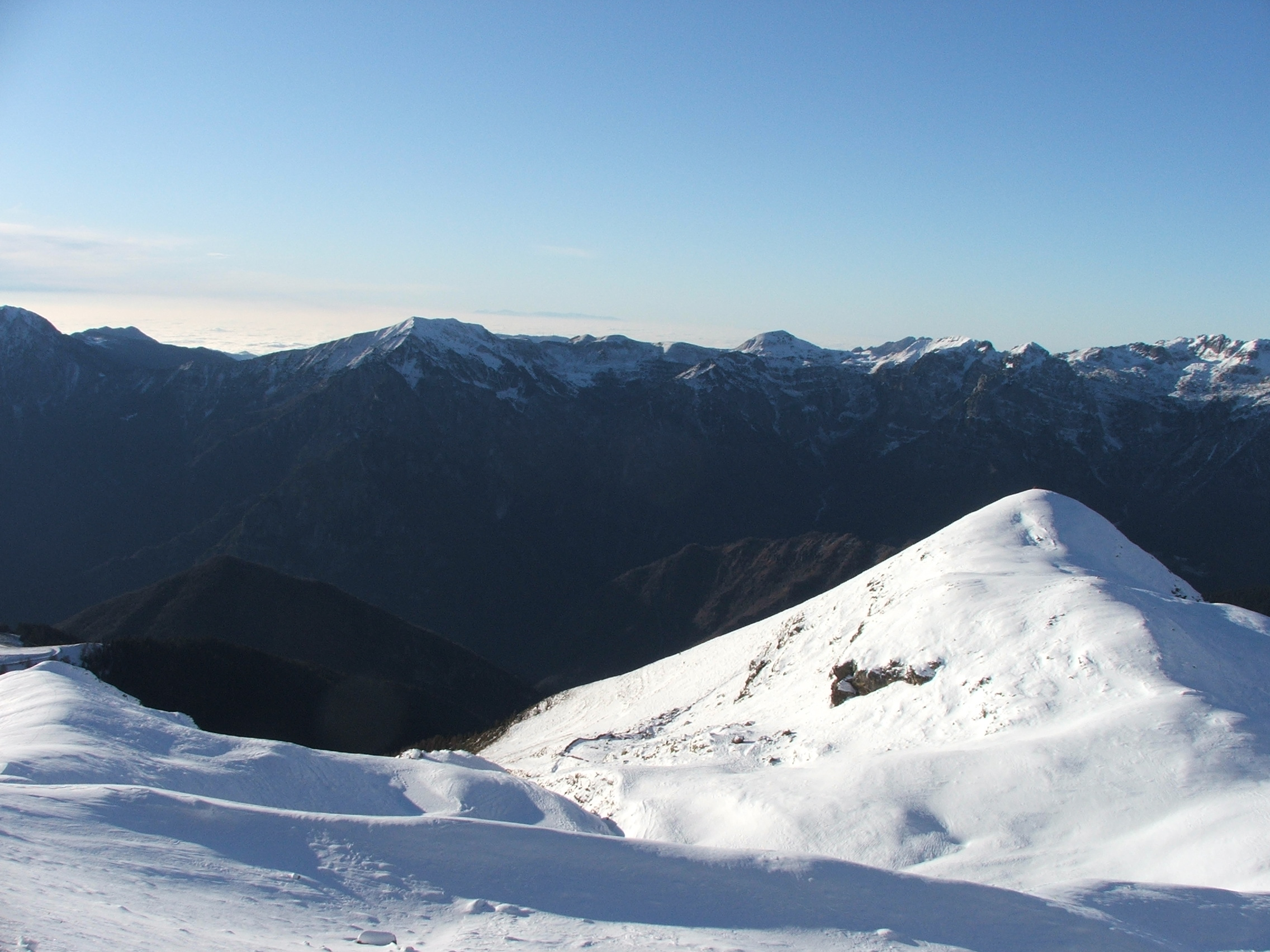
L'avaro in dicembre